# 蒂耶尔 (孚日省)
蒂耶尔（法語：Thuillières，法語發音：[tɥijɛʁ] ⓘ）是法国大東部大區孚日省的一个市镇，属于讷沙托区。

## 地理
蒂耶尔（48°9'18"N, 6°0'39"E）面积7.62 平方千米，位于法国大東部大區孚日省，该省份为法国东北部内陆省份，北起默兹省和默尔特-摩泽尔省，西接上马恩省，南至上索恩省和贝尔福地区省，东临上莱茵省和下莱茵省。
与蒂耶尔接壤的市镇（或旧市镇、城区）包括：利涅维尔、蒙蒂勒勒塞克、勒朗日、圣巴勒蒙、瑟农日、瓦勒鲁瓦勒塞克、维泰勒。

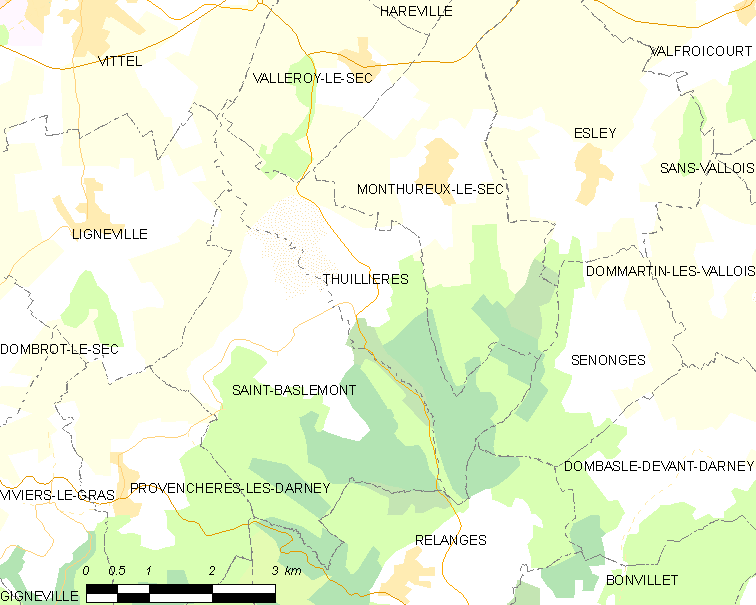
的OSM定位图

蒂耶尔的时区为UTC+01:00、UTC+02:00（夏令时）。

## 行政
蒂耶尔的邮政编码为88260，INSEE市镇编码为88472。

## 政治
蒂耶尔所属的省级选区为维泰勒县。

## 人口

1962-2008年间人口变化图示

蒂耶尔于2022年1月1日时的人口数量为111人。